# Luca Pernici
Luca Pernici (Reggio Emilia, 10 de junio de 1969) es un músico italiano, compositor, ingeniero de sonido, productor y teórico musical.

## Biografía
Después de finalizar sus estudios primarios de música clásica en la escuela "Achille Peri" (en el Instituto de Música de Reggio Emilia), Luca completó su integración con otros estudios de armonía tradicional y armonía jazz. En su formación musical como productor influyó mucho su participación en la banda Maffia Soundsystem, su proyecto FragmentOrchestra y la amistad con otro musicólogo, elestudioso Stefano Marcato quien también fue un estudiante de Ligeti. 
Estas experiencias musicales fueron importantes para su formación musical, especialmente en relación con los métodos de producción y tratamientos de los sonidos.
Entre 1995 y 1998 tuvo sus primeras experiencias como productor de estudio, trabajando sobre todo para TIME rec., AbeatC, Avex inc, Toshiba EMI, donde ha publicado más de 100 canciones. Más tarde comenzó a producir rock-pop en Italia, colaborando con artistas como Il Nucleo, Ligabue, Marla Singer, MadreBlu, Stefano Centomo, RIO, Mario Biondi.
Luca recondujo su carrera con el tiempo para desarrollar una verdadera filosofía alternativa a la simple grabación de músicos en estudio. Demostró estar más interesado en el desarrollo de métodos que ayudan a restaurar la emoción y el sentimiento en las grabaciones, sobre todo a través de la improvisación y el arte de la de-contextualización.
Hasta la fecha de hoy ha realizado más de 200 producciones editadas en todo el mundo.
Desde hace más de 15 años trabaja como productor. Actualmente vive entre Italia y Brasil.

## Producciones

### 1994-2000
- (1994) Funky Company: Tendency Of Love'' (álbum; programación)[6]
- (1997) Coimbra: Another Star'' (Steve Wonder Remix; producción, programación, mix, mastering)
- (1998) Joga: Dam Dariram'' (Single; escritura, arreglos, mix)
- (1998) Real Vibes: Miss You (Rolling Stones Remix; producción, programación, mix, mastering)
- (1998) Coimbra: Another Star (The Breeze & The Beach Of Bahía Claudio Coccoluto Remix; producción, mastering)
- (1999) Maffia Soundsystem: Angelic Sphere (Single; escritura, producción, programación, mix, mastering)
- (1999) Ridillo: Mangio Amore (Remix; producción, programación, algunos arreglos, mix, mastering)
- (2000) FragmentOrchestra: Metropolis (Single; escritura, producción, programación, mix, mastering), Sex & The City soundtrack 2003 (6x02)
- (2000) Maffia Soundsystem: Made in Italy (UK Single, keyboards, grabacións, programación. Produced by Dj Peshay)
- (2000) Maffia Soundsystem: Ternary Beat (Single; escritura, producción, programación, mix, mastering)
- (2000) Maffia Soundsystem feat. Lance Heston: Unsuitable Soul (Single; escritura, producción, programación, mix, mastering)
- (2000) Nu-Synthtetics: Flexteps (UK Single; producción, arreglos, mix, mastering)
- (2000) FragmentOrchestra: The Muse (Single; escritura, producción, programación, mix, mastering)
- (2000) Nu-Synthtetics: Glasses Works (UK Single; producción, arreglos, mix, mastering)

### 2001-2003
- (2001) FragmentOrchestra: Carioca/Sunlit (EP; producción artística, escritura, arreglo, grabación, mix, mastering), CSI: Miami soundtrack 2007 (6x09)
- (2001) MadreBlu: Il Sogno (Single; producción, algunos arreglos, grabación)
- (2001) FragmentOrchestra: Sambita/The Muse (EP; producción artística, escritura, arreglo, grabación, mix, mastering)
- (2001) The Dining Rooms: Sei Tu (Remix; producción, programación, mix, mastering)
- (2001) Harley & Muscle: Change The World (There's A Spirit Here) (Remix; arreglo, mix, mastering)
- (2001) Artless: 2nd Room (Single; escritura, producción, programación, mix, mastering)
- (2001) Maffia Soundsystem: Afka (Single; programación, mix, mastering)
- (2001) MadreBlu: Buon Compleanno (Single; producción, algunos arreglos, grabación)
- (2001) Mario Biondi: This Is What You Are (Single; producción artística, algunos arreglos)
- (2001) Le forbici di Manitù: Infanzia di M (Single; mastering)
- (2001) MadreBlu: L'Equilibrio (álbum; producción artística, arreglo, grabación)
- (2001) Les Hommes: Les Hommes (álbum; mastering)
- (2001) Varios Artistas: Metti una bossa a cena 2 (Compilación; editing, mastering)
- (2002) Varios Artistas: Break’n’Bossa 5 (Compilación; editing, mastering)
- (2002) Nicola Conte: Jet Sounds Revisited (álbum; mastering)
- (2002) Soulstance: Third (álbum; mastering)
- (2002) Il Nucleo: Meccanismi (álbum; producción artística, escritura, arreglo, grabación, mix)
- (2002) FragmentOrchestra: FragmentOrchestra (álbum; producción artística, escritura, arreglo, programación, mix, mastering)
- (2002) Artless: Gotta find a way (Single; producción artística, escritura, arreglo, programación, mix, mastering)
- (2003) Il Nucleo: Oggi Sono Un Demone (Single; producción, arreglos, grabación, mix)
- (2003) Vuca: Bossafrica (Single; mastering)
- (2003) Il Nucleo: Sospeso (Single; producción, arreglo, programación, mix)
- (2003) Marla Singer:  Senza Luce (Single; producción, arreglos, programación, mix)
- (2003) Il Nucleo: Meccanismi (Single; escritura, producción, arreglos, programación, mix)
- (2003) Marla Singer: Marla Singer (álbum; producción artística, arreglos, grabación, mix)
- (2003) Paul & Mark: Officine (álbum; mastering)

### 2004-2007
- (2004) RIO: Mariachi Hotel (álbum; producción artística, arreglos, grabación, mix)
- (2004) Il Nucleo: Essere Romantico (álbum; producción, algunos arreglos, grabación, mix)
- (2004) Marla Singer: Fantasie di Plastica (Single; producción, tratamientos de los sonidos, programación, grabación, mix)
- (2004) RIO: Sei Quella per Me (Single; producción artística, arreglos, programación, mix)
- (2004) RIO: Mariachi Hotel (Single; producción, arreglos, programación, mix)
- (2004) RIO: La Mia Città (Single; producción, arreglos, programación, mix)
- (2005) Ligabue: Nome e Cognome (álbum; producción artística, algunos arreglos, algunos grabacións)
- (2005) Il Nucleo: 27 Aprile (Single; producción, algunos arreglos, programación, mix)
- (2005) Ligabue: Il Giorno dei Giorni (Single; producción, algunos arreglos, algunos grabación)
- (2005) Il Nucleo: Non Spegnere la Luce (Single; producción, algunos arreglos, sounds treatements, grabación, mix)
- (2006) Ligabue: L'Amore Conta (Single; producción artística)
- (2006) Ligabue: Le Donne Lo Sanno (vincitore Festivalbar 2006) (Single; producción artística, arreglos)
- (2006) Ligabue: Happy Hours (vincitore Festivalbar 2006) (Single; producción artística)
- (2007) Stefano Centomo: Bivio (Secondo Classificato Sanremo 2007) (Single; producción artística, arreglos, orquesta arreglo, programación, grabación, mix)
- (2007) Stefano Centomo: Niente è Come Te (Single; producción artística, arreglos, grabación, mix)
- (2007) Stefano Centomo: Respirandoti (álbum; producción artística, arreglos, grabación, mix)

### 2008-2010
- (2008) Ligabue: Sette Notti in Arena CD (álbum; grabación, mix)
- (2008) Il Nucleo: Io prendo casa sopra un ramo al vento (álbum; producción artística, algunos arreglos, grabación, mix)
- (2008) Ah! Wildness: Don't mess with the apocalypse (álbum; producción, grabación, tratamientos de los sonidos, mix)
- (2008) Il Nucleo: Cambiano Le Cose (Single; producción, grabación, algunos arreglos, tratamientos de los sonidos, mix)
- (2008) Stefano Centomo: Tu dove sei (Single; producción, grabación, arreglos, mix)
- (2008) Il Nucleo: Vorrei Un Motivo (Single; producción, arreglo, programación, grabación, mix)
- (2009) Alessandro Magnanini: algunosway still I do (álbum; grabación, programación, mix)
- (2009) Il Nucleo: Maledetto Mare (Single; producción artística, teclados y ambientes)
- (2009) Marla Singer: Tempi di Crisi (álbum; producción artística, algunos arreglos, algunos grabacións)
- (2009) Alessandro Magnanini: Secret Lover (Single; algunos grabacións, programación, mix)
- (2009) Nicola Conte: Carioca by FragmentOrchestra (Remix; writer)
- (2010) Marla Singer: Eleanor Rigby (Single; producción artística, algunos arreglos, algunos grabacións)
- (2010) Marla Singer: Esplodo di vitalità (Single; producción artística, algunos arreglos, algunos grabacións)
- (2010) Marla Singer: Brucerò (Single; producción artística, algunos arreglos, algunos grabacións)

### DVD en directo
- (2005) Ligabue: 10 Settembre Campovolo 2005 (grabación, programación, mix)
- (2006) Ligabue: Nome e Cognome TOUR CLUB (programación, mix, mastering)
- (2006) Ligabue: Nome e Cognome TOUR PALASPORT (grabación, programación, mix, mastering)
- (2006) Ligabue: Nome e Cognome TOUR STADI (grabación, programación, mix, mastering)
- (2006) Ligabue: Nome e Cognome TOUR TEATRI (grabación, programación, mix, mastering)
- (2008) Ligabue: 7 Notti in Arena (grabación supervisor, programación, mix, mastering 5.1)
- (2009) Ligabue: Olímpico 2008 (programación, mix, mastering)